# Nicolaus Canuti
Nicolaus Canuti, född 1519 i Älghults församling, Småland, död 11 januari 1576, var en svensk präst och biskop.
I Scondia illustrata har Johannes Messenius uppgett att Nicolaus Canuti var en dansk dominikan med tillnamnet Huit, vilket namn även förekommer i olika historiska källor, men aldrig använts av Nicolaus Canuti. Delvis mer korrekta uppgifter anger han i Chronicon episcoporum.

## Biografi
Nicolaus Canuti föddes 1519 på Hagaskruvs by i Älghults församling, Småland. Sattes vid tio års ålder i Växjö skola, varifrån han sändes till Skara där han 1539 blev kollega. Han blev 1542 hovpredikant vid kungliga hovet och förordnades 1544 till skolmästare i Växjö samt prästvigdes 1545 av biskop Botvid Sunesson i Strängnäs stift. Sedan han i åtta år med mycket nit skött sin befattning vid skolan, förordnades han 16 juni 1553 till konungens tillsynsman och ordinarie i Växjö stift och erhöll därjämte S:t Hanses prebende till boställe, vilket av Erik XIV 30 september 1561 skänktes honom och hans arvingar till evärdlig egendom.
Växjö stift förstorades betydligt under Nicolaus Canutis tid. Den 28 juni 1555 tog konung Gustav utan vidare från biskopen i Linköping Claes Canuti Sunnerbo härad, Östbo härad och Västbo härad och lade dem till Växjö stift. Den 2 februari 1569 stadfäster Johan III Nicolaus Canuti i hans ämbete och kallar honom i konfirmationsbrevet biskop.
Under 1569 var han i Petrus Caroli frånvaro som ordinarius i Kalmar ansvarig för församlingarna i Kalmar slottslän och Öland. I den så kallade likvoriststriden om man vid nattvarden fick använda andra drycker i stället för vin, motsatte han sig andra dryckers bruk. I Stockholm vittnade han 1569 om de mördade Sturarnas oskuld. 1570 brände danskarna Växjö, varvid både församlingen och Canuti själv led stora förluster. Canuti var även själv aktiv i återuppbyggnadsarbetet efteråt.

### Familj
Nicolaus Canuti var gift med Cecilia Håkansdotter (död 1585).